# William Wilberforce Bird
William Wilberforce Bird, född 2 juli 1758, död 19 april 1836, var en brittisk ämbetsman, som under en period på sommaren 1844 var tillförordnad generalguvernör i Indien.